# 志茂文彥
志茂文彥（日语：／ Shimo Fumihiko，1965年—），日本男編劇、輕小說作家。出身於宮城縣仙台市。日本編劇聯盟會員。

## 來歷
志茂文彥主要擅長萌系動畫。在吉卜力工作室擔任《螢火蟲之墓》的製作進行後，他轉向編劇工作。志茂為Key的許多動畫作品負責劇本統籌與編劇的工作，他自己也是Key的粉絲。
關於Key在《CLANNAD》之前的作品，他有一個軼事，就是在發行當天購買了首批限量版（他在決定由他負責劇本統籌後玩了《CLANNAD》，並寫了劇本，利用他在一家小型劇團工作的經驗）。
他曾受邀為京都動畫作品撰寫多部劇本。

## 參加作品

### 電視動畫
粗體字表示劇本統籌作品，未特別註明純負責編劇。
1989年
- 摔角軍團〈銀河篇〉聖戰士羅賓Jr.（日语：レスラー軍団〈銀河編〉 聖戦士ロビンJr.）（—1990年）

1990年
- 勇者艾克斯凱撒（—1991年）

1991年
- 太陽勇者火鳥（—1992年）
- 絕對無敵雷神王（—1992年）
- 魔法公主 明琪桃子（日语：魔法のプリンセス ミンキーモモ）（—1992年）

1992年
- 勇者傳說達鋼（—1993年）
- 元氣爆發伏魔金剛（—1993年）
- 超電動機械器人 鐵人28號FX（—1993年）

1993年
- 熱血最強哥修羅（—1994年）

1994年
- 機動武鬥傳G鋼彈（—1995年）

1996年
- 超者萊汀（日语：超者ライディーン）（—1997年）

1997年
- 大盜五右衛門（日语：アニメがんばれゴエモン）（—1998年）

1998年
- 只有你：萬歲！歌廳俱樂部（日语：Only You ビバ!キャバクラ）（構成）
- （—1999年）
- 時空偵探建次君（—1999年）
- Generator Gawl（日语：ジェネレイターガウル）
- 哆啦A夢 (1979年版)（—2000年）

1999年
- 宇宙海盜大冒險（日语：宇宙海賊ミトの大冒険）系列
  - 宇宙海盜大冒險
  - 宇宙海盜大冒險 兩個人格的女王
- 地球防衛企業（—2000年）
- 仙魔大戰2000（日语：ビックリマン2000）（—2001年）

2000年
- 哈姆太郎（—2004年）
- 真·女神轉生 惡魔之子（—2001年）

2001年
- 刃牙
- 網球王子（—2005年）

2002年
- 驚爆危機！[4]
- 超重神GRAVION
- 銀河戰警（—2003年）
- 真·女神轉生 惡魔之子 光之書&闇之書（—2003年）

2003年
- 驚爆危機？校園篇

2004年
- 超重神GRAVION Zwei
- 爆裂天使[5]

2005年
- AIR
- 驚爆危機！The Second Raid
- 韋駄天翔（—2006年）

2006年
- Fate/stay night
- 涼宮春日的憂鬱 (2006年版)
- Kanon（—2007年）

2007年
- 暮蟬悲鳴時解
- CLANNAD（—2008年）

2008年
- CLANNAD ～AFTER STORY～（—2009年）

2009年
- 涼宮春日的憂鬱 (2009年版)
- 海貓鳴泣之時
- FAIRY TAIL魔導少年

2011年
- IS〈Infinite Stratos〉

2012年
- 心連·情結[6]
- 櫻花莊的寵物女孩

2013年
- 銀河機攻隊 莊嚴皇子
- 悠悠哉哉少女日和
- 青春紀行

2014年
- 未確認進行式
- 甘城輝煌樂園救世主[7]

2015年
- 緋彈的亞莉亞AA

2016年
- 無彩限的幻影世界
- 斯黛拉的魔法
- NEW GAME！

2017年
- 小林家的龍女僕
- NEW GAME!!

2018年
- 龍王的工作！[8]
- 春原莊的管理員小姐
- Anima Yell！

2019年
- 天使降臨到我身邊！
- 流汗吧！健身少女

2020年
- 放學後海堤日記
- 怕痛的我，把防禦力點滿就對了
- 池袋西口公園
- 無能力者娜娜

2021年
- 弱角友崎同學
- 通靈王 (2021年版)

2022年
- 約會大作戰IV
- 這個僧侶有夠煩

2023年
- 怕痛的我，把防禦力點滿就對了2

2024年
- 弱角友崎同學 2nd STAGE
- 反派千金等級99 ～我是隱藏頭目但不是魔王～
- 通靈王FLOWERS
- 約會大作戰V

### 電影動畫
2005年
- 劇場版 網球王子：跡部的禮物 獻給你的網王祭

2010年
- 涼宮春日的消失

2016年
- 玻璃花與毀壞的世界

### OVA
1991年
- 奇兵大冒險 風之塔

2000年
- AMON 惡魔人默示錄

2001年
- 時空異邦人KYOKO 交給巧克力吧！

2011年
- 暮蟬悲鳴時煌

### 廣播劇CD
2003年
- 驚爆危機？校園篇 初回限定版DVD特典Drama CD 泰蕾莎·泰斯塔羅莎的艦長日記

2007年
- 涼宮春日的憂鬱 廣播劇CD Sound Around（日语：サウンドアラウンド）

2011年
- Fami通文庫廣播劇CD、FB、CollectDrama 「心連·情結 夏天與莊與暴風雨」

### 遊戲
2001年
- 歡迎回家！ ～夕凪色的戀愛物語～（日语：おかえりっ!〜夕凪色の恋物語〜）（劇本）

### 輕小說

#### 原創
- 菖蒲的少女革命！（插畫：緋賀由香理，〈MF文庫J〉，全3冊）
- 晚霞燈塔的秘密（插畫：門未來，〈KA Esuma文庫〉，全1冊）
- （插畫：堤山吹，〈HJ文庫〉，全1冊）
- （插畫：椎名優，〈Fami通文庫〉，全1冊）

#### 小說化
- Generator Gawl ～白鳥之歌～（日语：ジェネレイターガウル）（〈Sony Magazines文庫（日语：ソニー・マガジンズ）〉）
- 宇宙海盜大冒險 逆轉的宇宙大怪人！（日语：宇宙海賊ミトの大冒険）（〈Sony Magazines文庫〉）
- 超重神GRAVION（〈MF文庫J〉，全2冊）
- 天使特警（〈角川Sneaker文庫〉，全3冊）
- 超重神GRAVION Zwei（〈MF文庫J〉，全2冊）
- 爆裂天使（〈電擊文庫〉，全2冊）
- 劇場版 網球王子：二人武士The First Game（〈JUMP j-BOOKS（日语：ジャンプ ジェイ ブックス）〉）
- 十字架與吸血鬼（〈JUMP j-BOOKS〉，已出版1冊）
- 女優大試煉（〈Action Comics〉）
- 戀曲寫真 五稜鏡的回憶（〈Fami通文庫〉，全2冊）

### 電影演出
- NOBODY（日语：NOBODY (映画)）（1996年，導演：大川俊道）

## 腳註

## 相關項目
- 日本小說家列表（日语：日本の小説家一覧）
- 輕小說作家列表（日语：ライトノベル作家一覧）
- 日本動畫師列表（日语：アニメ関係者一覧）

## 外部連結
- 日本編劇聯盟 （日語）